# Абрамовська (Онезький район)
Абрамовська (рос. Абрамовская) — присілок в Онезькому районі Архангельської області Російської Федерації.
Населення становить 251 особу. Входить до складу муніципального утворення Малошуйське поселення.

## Історія
Від 2004 року входить до складу муніципального утворення Малошуйське поселення.

## Населення
| 2002 | 2010 | 2012 |
| ---- | ---- | ---- |
| 263  | ↘237 | ↗251 |